# Waitakere
Waitakere es una ciudad de la Región de Auckland, en la Isla Norte de Nueva Zelanda. Hasta 2010 fue una autoridad territorial, estando en la actualidad gobernada desde Auckland. Es una de las pocas ciudades neozelandesas que conserva su nombre maorí.

## Historia
Previo al arribo de colonos europeos, los maoríes ya habían establecido una población en la región. En los años 1830 llegaron los primeros comerciantes, que luego se establecerían en el poblado.
Waitakere creció notablemente durante el siglo XX hasta ser reconocida como una autoridad territorial, con un alcalde que gobernaba la ciudad. En 2010 se disolvió e ingresó dentro de la autoridad territorial de Auckland.

## Deportes
El Trusts Stadium es el mayor recinto deportivo de la ciudad, con capacidad para 4900 espectadores. El Waitakere United, franquicia participante de la ASB Premiership es el club más reconocido, mientras que el Waitakere City FC participa en la Northern League y cuenta con cinco títulos en la ya extinta Liga Nacional de Nueva Zelanda y otros tres en Copa Chatham.

## Ciudades hermanadas
Waitakere mantiene un hermanamiento de ciudades con: